# فانس لو
فانس لو (بالإنجليزية: Vance Law)‏ هو لاعب كرة قاعدة أمريكي، ولد في 1 أكتوبر 1956 في بويسي في الولايات المتحدة.

## وصلات خارجية
- فانس لو على موقع الدوري الياباني لكرة القاعدة (الإنجليزية)
- فانس لو على موقعبيزبول رفرنس.كوم (الدوري الرئيسي) (الإنجليزية)
- فانس لو على موقعبيزبول رفرنس.كوم (الدوري الثانوي) (الإنجليزية)
- فانس لو على موقع إي إس بي إن.كوم (أم.أل.بي) (الإنجليزية)
- فانس لو على موقع مشجعي الرسوم البيانية (الإنجليزية)